# Mont Ventoux Dénivelé Challenge 2022
La 4.ª edición de la clásica ciclista Mont Ventoux Dénivelé Challenge fue una carrera en Francia que se celebró el 14 de junio de 2022 con inicio en la ciudad de Vaison-la-Romaine y final en alto del Mont Ventoux sobre un recorrido de 154 kilómetros.
La carrera formó parte del UCI Europe Tour 2022, calendario ciclístico de los Circuitos Continentales UCI, dentro de la categoría 1.1 y fue ganada por el portugués Ruben Guerreiro del EF Education-EasyPost. Completaron el podio, como segundo y tercer clasificado respectivamente, el colombiano Esteban Chaves, compañero de equipo del vencedor, y el australiano Michael Storer del Groupama-FDJ.

## Equipos participantes
Tomaron parte en la carrera 18 equipos: 6 de categoría UCI WorldTeam, 7 de categoría UCI ProTeam y 5 de categoría Continental. Formaron así un pelotón de 129 ciclistas de los que acabaron 82. Los equipos participantes fueron:
| WorldTeams (6)- Cofidis - AG2R Citroën Team - Trek-Segafredo - Astana Qazaqstan Team - Groupama-FDJ - Movistar Team ProTeams (7)- Arkéa-Samsic - Caja Rural-Seguros RGA - TotalEnergies - B&B Hotels-KTM - Equipo Kern Pharma - Uno-X Pro Cycling Team - Burgos-BH Equipos continentales (5)- Saint Michel-Auber 93 - Go Sport-Roubaix Lille Métropole - Nice Métropole Côte d'Azur - UC Nantes Atlantique - Electro Hiper Europa-Caldas |
| |

## Clasificación final
- La clasificación finalizó de la siguiente forma:[3]

| \| Clasificación general \| Clasificación general \| Clasificación general \| Clasificación general \| Clasificación general \| \| Ciclista \| Ciclista \| Equipo \| Tiempo \| \| \| --------------------- \| -------------------------- \| ---------------------- \| --------------------- \| --------------------- \| \| 1.º \| Ruben Guerreiro \| EF Education-EasyPost \| 4 h 32 min 35 s \| \| \| 2.º \| Esteban Chaves \| EF Education-EasyPost \| + 53 s \| \| \| 3.º \| Michael Storer \| Groupama-FDJ \| + 1 min 28 s \| \| \| 4.º \| Tobias Halland Johannessen \| Uno-X Pro Cycling Team \| + 2 min 00 s \| \| \| 5.º \| Guillaume Martin \| Cofidis \| + 2 min 15 s \| \| \| 6.º \| Cristián Rodríguez \| TotalEnergies \| + 2 min 28 s \| \| \| 7.º \| Carlos Verona \| Movistar Team \| + 2 min 30 s \| \| \| 8.º \| Andrey Zeits \| Astana Qazaqstan Team \| + 2 min 55 s \| \| \| 9.º \| Roger Adrià \| Equipo Kern Pharma \| + 3 min 08 s \| \| \| 10.º \| Attila Valter \| Groupama-FDJ \| + 3 min 14 s \| \| |                            |                        |                 |
| |                            |                        |                 |
| |                            |                        |                 |
| Clasificación general |                            |                        |                 |
| Ciclista | Ciclista                   | Equipo                 | Tiempo          |
| 1.º | Ruben Guerreiro            | EF Education-EasyPost  | 4 h 32 min 35 s |
| 2.º | Esteban Chaves             | EF Education-EasyPost  | + 53 s          |
| 3.º | Michael Storer             | Groupama-FDJ           | + 1 min 28 s    |
| 4.º | Tobias Halland Johannessen | Uno-X Pro Cycling Team | + 2 min 00 s    |
| 5.º | Guillaume Martin           | Cofidis                | + 2 min 15 s    |
| 6.º | Cristián Rodríguez         | TotalEnergies          | + 2 min 28 s    |
| 7.º | Carlos Verona              | Movistar Team          | + 2 min 30 s    |
| 8.º | Andrey Zeits               | Astana Qazaqstan Team  | + 2 min 55 s    |
| 9.º | Roger Adrià                | Equipo Kern Pharma     | + 3 min 08 s    |
| 10.º | Attila Valter              | Groupama-FDJ           | + 3 min 14 s    |

## UCI World Ranking
El Mont Ventoux Dénivelé Challenge otorgó puntos para el UCI World Ranking para corredores de los equipos en las categorías UCI WorldTeam, UCI ProTeam y Continental. Las siguientes tablas muestran el baremo de puntuación y los 10 corredores que obtuvieron más puntos:
| Posición   | 1.º | 2.º | 3.º | 4.º | 5.º | 6.º | 7.º | 8.º | 9.º | 10.º | 11.º | 12.º | 13.º-15.º | 16.º-25.º |
| Puntuación | 125 | 85  | 70  | 60  | 50  | 40  | 35  | 30  | 25  | 20   | 15   | 10   | 5         | 3         |

| Clasificación |                            |                       |        |
| Posición      | Ciclista                   | Equipo                | Puntos |
| ------------- | -------------------------- | --------------------- | ------ |
| 1.º           | Ruben Guerreiro            | EF Education-EasyPost | 125    |
| 2.º           | Esteban Chaves             | EF Education-EasyPost | 85     |
| 3.º           | Michael Storer             | Groupama-FDJ          | 70     |
| 4.º           | Tobias Halland Johannessen | Uno-X                 | 60     |
| 5.º           | Guillaume Martin           | Cofidis               | 50     |
| 6.º           | Cristián Rodríguez         | TotalEnergies         | 40     |
| 7.º           | Carlos Verona              | Movistar              | 35     |
| 8.º           | Andrey Zeits               | Astana Qazaqstan      | 30     |
| 9.º           | Roger Adrià                | Kern Pharma           | 25     |
| 10.º          | Attila Valter              | Groupama-FDJ          | 20     |